# Karl August von Malchus

Karl August Malchus um 1800

Freiherr Karl August von Malchus (* 27. September 1770 in Mannheim; † 24. Oktober 1840 in Heidelberg) war ein deutscher Staatsmann und staatswissenschaftlicher Schriftsteller.

## Werdegang
Malchus wuchs in Zweibrücken auf, wo sein Vater Burgvogt der herzoglichen Schlösser war und zugleich die Oberaufsicht über die herrschaftlichen Gebäude der Residenz des Herzogs Karl II. August von Zweibrücken führte. Seit seinem zehnten Lebensjahr besuchte Malchus das dortige Gymnasium. Im Herbst 1785 bezog er das Gymnasium in Mannheim und begann im Herbst 1787 ein Studium in Heidelberg. Als Studienfach wählte er Staats- und Kameralwissenschaften. Daneben betrieb er in Heidelberg und Göttingen, wohin er im Herbst 1789 gewechselt war, Rechtswissenschaften und unter Anleitung von Johann Christoph Gatterer auch Diplomatik. Noch bevor er sein Studium abgeschlossen hatte, wurde er 1790 Privatsekretär des Grafen Clemens August von Westphalen zu Fürstenberg (1754–1818), der Staatsminister des Erzstiftes Mainz war. Graf Westphalen wurde zum kaiserlich bevollmächtigten Minister beim Hof des Kurfürsten von Trier in Koblenz und des Kurfürsten von Köln in Bonn sowie beim Westfälischen Kreis ernannt. Malchus blieb als Legationssekretär an dessen Seite. Das Doppelverhältnis des kaiserlichen Hofes, als Oberhaupt des Reiches und als Hausmacht der Habsburgischen Erblande, der Aufenthalt der französischen Prinzen in Koblenz, der bald darauf ausgebrochene Erste Koalitionskrieg, die Beziehungen mit dem Generalkommando der kaiserlichen Armeen und so manch andere Umstände hatten die vom Grafen Westphalen geführte Gesandtschaft zu einer der wichtigsten im ganzen Reich gemacht. Die Korrespondenz mit dem kaiserlichen Hof, mit den Reichs- und Kreisdirektorialgesandten, sowie mit den anderen Kurhöfen ging durch die Hand von Malchus, und andererseits brachte ihn seine Stellung 1794 und 1795 in persönliche Beziehungen zu dem Hauptquartier des Generals Charles Joseph de Croix, comte de Clerfait. Im Jahre 1792 wohnte er der Krönung von Franz II. zum Kaiser bei, im selben Jahr auch der Wahl des Franciscus-Antonius de Méan zum Fürstbischof von Lüttich, 1793 dem niederrheinisch-westfälischen Kreiskonvent in Köln und 1794 der Wahl Ferdinand von Lünincks zum Bischof in Corvey. Im Jahr 1795 begleitete er den Minister Clemens August von Westphalen nach Niedersachsen, im Herbst nach Wien. Im März 1796 kehrte er nach Hildesheim zurück. Mit der Entlassung des Ministers fand die Tätigkeit von Malchus als dessen Legationssekretär ein Ende, da die politischen Umstände die Wirksamkeit der Gesandtschaft lahmgelegt hatten. In dieser Zeit begann Malchus mit der Publikation von Abhandlungen zu Finanzfragen.

## Freundschaft mit Beethoven
In den Monaten, die Malchus in Bonn verbrachte, wurde er einer der engsten Freunde des jungen Ludwig van Beethoven. Davon zeugt insbesondere der Eintrag, den Malchus am 24. Oktober 1792 in Beethovens Stammbuch vornahm. Er schließt mit den Worten: „Der Himmel mein Inniggeliebter knüpfe mit unauflöslichem Band unsere Herzen – und nur der Tod kann es trennen. – Reich mir deine Hand mein Trauter, und so zum Lebensziel. Dein Malchus“. Das Stammbuch legten Beethovens Bonner Freunde an und überreichten es dem Komponisten zur Erinnerung, als er Anfang November 1792 nach Wien übersiedelte.
Am 2. November 1793 schrieb Beethoven aus Wien an die Bonner Freundin Eleonore von Breuning: „sollten sie die B.[abette] Koch sehen, so bitte ich sie ihr zu sagen, daß es nicht schön sey von ihr mir gar nicht einmal zu schreiben. ich habe doch 2-mal geschrieben, an Malchus schrieb ich 3-mal und – keine Antwort, sagen sie ihr, daß, wenn sie nicht wolle schreiben, sie wenigstens Malchus dazu antreiben solle.“
Später nutzte Malchus seinen Einfluss vermutlich bei der Berufung Beethovens nach Kassel. Beethoven sollte dort 1809 als Nachfolger von Johann Friedrich Reichardt die Hofkapellmeisterstelle übernehmen.

## Hildesheimer Domsekretär
1799 heiratete er Antoinette Osthaus (1775–1843), die Tochter des Hildesheimer Domsekretärs und Hofgerichtsassessors Conrad Joseph Osthaus und dessen Ehefrau Marie Therese geb. Corvey. Durch diese Verbindung wurde er zum Schwager des späteren Hildesheimer Bischofs Godehard Joseph Osthaus.
Im selben Jahr wurde Malchus vom Hildesheimer Domkapitel selbst zum Domsekretär und Schatzaktuar gewählt und bald darauf auch zum Hofgerichtsassessor ernannt. Er trat damit die Nachfolge seines Schwiegervaters an. Als Domsekretär hatte er mit der Vermögensverwaltung des Domkapitels zu tun, als Schatzaktuar war er dessen Rechtsvertreter in den landschaftlichen Belangen. Durch die Säkularisation des Hochstifts Hildesheim und seine Einverleibung in das Königreich Preußen am 1. August 1802 ernannte ihn die preußische Regierung bald nach der Besitznahme des Fürstentums zum Mitglied der Spezial-Organisationskommission. Dabei fiel Malchus die Aufhebung der Klöster und Stifte zu. Im Juli 1803 ernannte ihn die preußische Regierung zum wirklichen Kriegs- und Domänenrat bei der Kammer in Halberstadt. Nach der verlorenen Schlacht von Jena führte er Verhandlungen mit der französischen Regierung, welche im Ergebnis die Besatzungslasten für seine Provinz beträchtlich erleichterten.

## Westphälischer Staatsrat und Minister
Malchus strebte nun die Präfektur des Saaledepartements im neu gegründeten Königreich Westphalen an. Stattdessen erhielt er am 9. Januar 1808 seine Ernennung zum westphälischen Staatsrat. Im April 1808 wurde er zum Generaldirektor der Steuern und im Mai 1808  zugleich auch zum Generalliquidator der Staatsschuld und zum Generaldirektor der Amortisationskasse ernannt. Wegen inhaltlicher Differenzen mit dem westphälischen Finanzminister Hans Graf von Bülow legte er die Generaldirektion der Staatsschulden und der Amortisationskasse im Juni 1809 wieder nieder. Als Malchus am 7. April 1811 von einer Reise nach Paris zurückkehrte, wurde er als Nachfolger von Bülows Finanzminister und seit Oktober 1813 auch noch Innenminister. Ende Oktober 1813, nach der Okkupation des Königreichs Westphalen, begleitete er König Jérôme nach Paris und blieb dort, bis er nach Abschluss des Pariser Friedens aus den Diensten des Königs entlassen wurde. Er kehrte nach Deutschland zurück und nahm seinen Wohnsitz in Heidelberg, um sich seinen Studien und Publikationen zu widmen.

## Württembergischer Finanzminister
Eine Möglichkeit zu erneuter staatsmännischer Tätigkeit eröffnete sich ihm mit der Thronbesteigung König Wilhelms von Württemberg, einem Schwager des gestürzten Königs Jerome. Malchus wurde am 10. November 1817 als Chef des Departements der Finanzen nach Württemberg berufen, wo er sofort eine sehr umfassende und vielseitige Tätigkeit entfaltete. Er reformierte das Staatsforstwesen, versuchte eine teilweise Reduzierung der Grundlasten einzuleiten, veranlasste die Errichtung der landwirtschaftlichen Akademie in Hohenheim, kümmerte sich um die Verbesserung der Ausstattung an der  Universität Tübingen und trat der althergebrachten Macht des württembergischen Schreiberstandes entgegen. Bereits nach einem Jahr wurde er aus ungeklärten Gründen am 5. September 1818 seines Amtes in Stuttgart wieder enthoben.

## Privatmann
Nun kehrte Malchus nach Heidelberg zurück, wo er sich fortan bis zu seinem Tod seinen schriftstellerischen Arbeiten zuwendete. Schon länger durch ein asthmatisches Leiden geplagt, erlag er am 24. Oktober 1840 in Heidelberg einem Schlaganfall. Malchus hinterließ eine Familie mit einer Tochter und drei Söhnen. Die Söhne waren Offiziere in der Württembergischen Armee.

## Schriften
- Ueber das Matrikularwesen des niederrheinisch-westfälischen Kreises, 1793
- Ueber die Verification der erzherzoglich österreichischen Gesandten mit denen der Kurfürsten des heiligen römischen Reichs, 1794
- Anti-Fragmente, 1795
- Ueber die von Frankreich verlangte Uebertragung der Schulden der Länder auf dem linken Rheinufer auf das rechte Ufer, 1798
- Etwas über den Hildesheimer Bauernprozess, 1799
- Etwas über die Accise, 1799
- Ueber die Hochstift-Hildesheimische Staatsverwaltung, 1800
- Ueber die Rechtmäßigkeit der Ausschließung vom Landtag und die nicht aufschwörungsfähigen Glieder der Paderborn’schen Ritterschaft,  1801
- Ueber die Verwaltung der Finanzen des Königreichs Westphalen, besonders seit dem Monat April 1811, von dem Grafen Malchus von Marienrode, vormaligem Finanz-Ministers in demselben, Stuttgart-Tübingen 1814.
- Selbstbiographie. In: Friedrich August Koethe (Hrsg.): Zeitgenossen. Biographien und Charakteristiken. Band 1, Teil 3. Leipzig-Altenburg 1816, S. 159–176
- Die Organisation der Behörden für die Staatsverwaltung, 2 Bde., 1821
- Politik der inneren Staatsverwaltung, 2 Bde., 1823
- Statistik und Staatenkunde, 1826
- Handbuch der Finanzwissenschaft und Finanzverwaltung, 2 Bde., 1830
- Handbuch der Militärgeographie, 2 Bde., 1833
- Die Sparkassen in Europa, 1838